# Porreres
Porreres (hiszp. Porreras)  – gmina w Hiszpanii, w prowincji Baleary, we wspólnocie autonomicznej Balearów, o powierzchni 86,91 km². W 2011 roku gmina liczyła 5486 mieszkańców.